# Ramariopsis tenuiramosa
Ramariopsis tenuiramosa är en svampart som beskrevs av Corner 1950. Enligt Catalogue of Life ingår Ramariopsis tenuiramosa i släktet Ramariopsis och familjen fingersvampar, men enligt Dyntaxa är tillhörigheten istället släktet Ramariopsis,  och familjen Gomphaceae. Arten är reproducerande i Sverige. Inga underarter finns listade i Catalogue of Life.